# ソフィア・サマター
ソフィア・サマター（Sofia Samatar, 1971年 - ）は、ソマリ系アメリカ人の作家、詩人、研究者、編集者。ジェームズ・マディソン大学の英語学准教授や、Interfictions: A Journal of Interstitial Artsのノンフィクション・詩部門の編集者を務める。2013年、長編小説『図書館島』を発表した。

## 人物
サマターは1971年、アメリカ合衆国インディアナ州の小さな町に生まれた。 父はエチオピア出身のソマリ人である学者・歴史家・作家サイド・シーク・サマター。母はノースダコタ州出身のスイスドイツ系でメノナイト。 両親は、母親が英語を教えていたソマリアのモガディシオで1970年に出会った。
サマターは世界中を転々としながら育った。メノナイト系の高校を卒業後、インディアナ州のゴシェン・カレッジで英語学を専攻し、1994年に卒業。1997年にウィスコンシン大学マディソン校でアフリカの言語と文学の修士号を取得。2013年に同じ分野で博士号を取得した。 博士論文のテーマはタイイブ・サーレフ。
アメリカ人の作家キース・ミラーと結婚し、2人の子供がいる。
サマターはアラビア語と英語をはじめとした複数の言語を操る。 またカレッジではスワヒリ語を学び、スーダンで教えている間にザンデ語を習得した。

## 経歴
職業経歴は語学教師として、夫とともにスーダンで3年間、第二言語として英語を教えることからスタートした。そののちエジプトで9年間、英語教師を務める。
2013年、サマターはカリフォルニア州立大学チャネル諸島校の英語学准教授となった。創作と文学を教え、学校初のアラビア語クラスを設置。 2016年秋からはヴァージニア州のジェームズ・マディソン大学に所属。
2012年から執筆活動を始め 、詩作や書評、短編小説をStone Telling、Clarkesworld, Strange Horizons、Apex Magazine、Lightspeedなどに発表。2013年の短編"Selkie Stories Are for Losers"でヒューゴー賞、ネビュラ賞、世界幻想文学大賞、英国SF協会賞の候補となり、同年の初長編『図書館島』A Stranger in Olondria で世界幻想文学大賞と英国幻想文学大賞、ジョン・W・キャンベル新人賞、クロフォード賞を受賞するなど、高く評価される。2016年には『図書館島』の姉妹編となる長編『翼ある歴史』The Winged Historiesを発表した。 2017年には初の短編集Tenderを発表。
また、サマターは英語でカシーダ（頌詩）を書くことにも取り組んでいる。2017年には兄と合作の Monster Portraits を発表した。
影響を受けた作家として、思春期に好んで読んだアーネスト・ヘミングウェイ、ジェイムズ・ジョイス、ヴァージニア・ウルフ、ウィリアム・フォークナーの名を挙げている。スーダンで暮らしている間に読んだマルセル・プルースト『失われた時を求めて』も重要な影響を受けた作品に挙げている。ジャンル・フィクションにはさほど親しんでいないものの、J・R・R・トールキン、マーヴィン・ピーク、アーシュラ・K・ル＝グウィンのファンタジー作品、ブラム・ストーカーやブロンテ姉妹のゴシック小説、『ベーオウルフ』『カンタベリー物語』などの中世英文学を高く評価している。さらに影響を受けた現代作家として、コーマック・マッカーシー、マイケル・オンダーチェ、ミラル・アル＝タハウィ、ノーラ・アル・ノーマン、そして特にキャロル・メイソのポストモダン作品を挙げている。

## 主な作品
長編
- 『図書館島』A Stranger in Olondria, Small Beer Press, 2013（市田泉訳、東京創元社、海外文学セレクション、2017年）
- 『翼ある歴史 図書館島異聞』The Winged Histories, Small Beer Press, 2016（市田泉訳、東京創元社、2019年）

短編集
- Tender (Small Beer Press, 2017)